# عبد الرحمن دياوارا
عبد الرحمن دياوارا (بالفرنسية: Abdourahamane Diawara)‏ (مواليد 30 سبتمبر 1978) هو سبّاح غيني، مثّل بلاده في الألعاب الأولمبية الصيفية 2004.

## روابط خارجية
عبد الرحمن دياوارا على موقع الاتحاد الدولي للسباحة (الإنجليزية)
- عبد الرحمن دياوارا على موقع أوليمبيديا (الإنجليزية)